# Albert Bushnell Hart
Albert Bushnell Hart (Clarksville, 1º luglio 1854 – Boston, 16 luglio 1943) è stato uno storico statunitense.
Docente alla Harvard University dal 1897 al 1926, fu autore di importanti opere, tra cui spicca la monumentale Dottrina Monroe (1915). Dal 1911 al 1912 è stato Presidente della American Political Science Association.